# Hell and Back
Hell and Back é o segundo álbum de estúdio do rapper americano Drag-On. Foi lançado em 10 de fevereiro de 2004 pela gravadora Virgin Records com produção de Swizz Beatz e Rockwilder. Hell and Back não foi tão bem sucedido quanto seu álbum anterior, só chegando à 47ª posição na Billboard 200, no entanto, alcançou uma melhor posição na Top R&B/Hip-Hop Albums, atingindo a 5ª posição.

## Faixas
1. "Intro" — 0:22
2. "Feel My Pain" — 2:58
3. "Bang Bang Boom" (feat. Swizz Beatz) — 4:22
4. "Bronx" (Skit) (feat. Okre Boy, Bar, Haze & Neo) — 1:33
5. "Respect My Gangsta" (feat. Styles P) — 4:01
6. "Tell Your Friends" (feat. Jadakiss) — 3:48
7. "Put Your Drinks Down" — 3:54
8. "Hector the Killer MC" (Skit) (feat. Capone) — 1:45
9. "Trouble" — 3:50
10. "I'm a Ryder" (feat. Baby & TQ) — 4:33
11. "Let's Get Crazy" (feat. DMX) — 3:27
12. "Busta" (Skit) (feat. Capone) — 1:11
13. "U Had Me" (feat. Eve) — 4:17
14. "Holla at Your Boy" — 3:13
15. "My First Child" — 3:40
16. "It's a Party" — 4:29
17. "Life Is Short" — 3:26
18. "U Had Me, Pt. 2" (feat. Eve & Aja Smith) — 4:04

## Posições nas paradas
| Ano  | Álbum         | Parada musical/Posição | Parada musical/Posição | Parada musical/Posição |
| Ano  | Álbum         | Billboard 200          | Top R&B/Hip-Hop Albums |                        |
| 2004 | Hell and Back | 47º                    | 5º                     |                        |